# خانه داری (کامپیوتر)
در برنامه‌نویسی رایانه‌ای، خانه‌داری می‌تواند به عنوان یک روال یا فرایندی جهت آزاد سازی منایع یا حذف موارد زائد تعریف شود. در واقع به هر فرایند نرم‌افزاری خودکار یا دستی دیگری که به موجب آن کامپیوتر پس از استفاده تمیز می‌شود نیز گفته می‌شود. این ممکن است شامل فعالیتهایی مانند از بین بردن یا بایگانی کردن فایلهای زائدی که در نتیجه فعالیتهای کاربران ایجاد شده‌است، یا حذف پرونده‌های موقت که در غیر این صورت ممکن است به سادگی فضا اشغال کنند. خانه داری را می‌توان به عنوان یک کار ضروری توصیف کرد، که برای انجام فعالیت طبیعی یک رایانه خاص لازم است، اما لزوماً بخشی از الگوریتم نیست. برای تمیز کردن فضای ذخیره‌سازی دیسک رایانه، نرم‌افزار کمکی معمولاً برای این منظور وجود دارد مانند نرم‌افزار فشرده سازی داده‌ها - برای «کوچک کردن» پرونده‌ها و آزاد کردن فضای دیسک و برنامه‌های تجزیه قطعات - که برای بهبود عملکرد دیسک ساخته شده‌اند.

## نمونه‌ها
خانه داری می‌تواند شامل فعالیت‌های زیر باشد (اما محدود نمی‌شود):
- ذخیره و بازیابی توابع فراخوانی شده
- خالی کردن حافظه رم بوسیله متوقف کردن برنامه‌های غیر ضروری که از رم استفاده می‌کنند
- مدیریت متغیرها در زمان برنامه‌نویسی یا اجرای برنامه‌ها
- آزاد کردن رم در هنگام خروج از یک تابع یا برنامه
- حذف فایلهای اضافه
- تبدیل داده‌های حجیم به داده‌های کم حجم و فشرده سازی آنها
- پشتیبان‌گیری یا حذف پرونده‌ها و نرم‌افزارهای غیرضروری
- اجرای برنامه‌های تعمیر و نگهداری دیسک (به عنوان مثال ScanDisk، دیفراگمنترهای هارد دیسک، اسکنر ویروس)